# Love Me Do
Love Me Do (с англ. — «Люби же меня») — первый сингл британской группы The Beatles и их первая пластинка на лейбле Parlophone. В Великобритании сингл был выпущен 5 октября 1962 года и достиг № 17 в хит-параде страны. В Соединённых Штатах Америки он вышел в 1964 году и достиг № 1 хит-парада Billboard Hot 100.

## История песни
Это одна из первых песен коллектива. Сочинил песню Пол Маккартни в возрасте 16 лет (1958—1959), когда прогуливал занятия в школе. Позже Джон Леннон добавил к композиции 8 тактов в середине с другой гармонией.
Love Me Do была записана в трёх версиях с тремя разными барабанщиками:
- 6 июня 1962 — с Питом Бестом (эта версия долгое время считалась утерянной);
- 4 сентября — с Ринго Старром (продюсер не был удовлетворён игрой Старра);
- 11 сентября — с Энди Уайтом, а Старра ставят играть на тамбурине.

Тем не менее сингл был выпущен в версии со Старром, так как «версия от 11 сентября, в итоге, не имела каких-либо значительных улучшений».
Love Me Do не выпускалась в стереоварианте, до 2023 года, когда запись Love Me Do со Старром на барабанах была выпущена на сингле вместе с первой публикацией "Now and Then".

## Исполнение
В британской версии сингла, в альбомах The Beatles Rarities (Capitol SHAL 12060, 1980) и Past Masters:
- Пол Маккартни — вокал, бас-гитара
- Джон Леннон — вокал, губная гармоника
- Джордж Харрисон — акустическая ритм-гитара
- Ринго Старр — ударные

В американской версии сингла, в альбомах Please Please Me, Introducing... The Beatles (Vee Jay VJLP 1062 / SR 1062, 1963), The Early Beatles, The Beatles’ Hits и 1:
- Пол Маккартни — вокал, бас-гитара
- Джон Леннон — вокал, губная гармоника
- Джордж Харрисон — акустическая ритм-гитара
- Ринго Старр — тамбурин
- Энди Уайт — ударные

В альбоме Anthology 1:
- Пол Маккартни — электрическая бас-гитара, вокал
- Джон Леннон — вокал, губная гармоника
- Джордж Харрисон — акустическая ритм-гитара
- Пит Бест — ударные

## Хит-парады
| Хит-парад              | Год  | Пиковая позиция |
| ---------------------- | ---- | --------------- |
| UK Singles Chart       | 1962 | 17              |
| U.S. Billboard Hot 100 | 1964 | 1               |
| Canada CHUM Chart      | 1964 | 4               |
| UK Singles Chart       | 1982 | 4               |